# Juliano Tchula
Juliano Tchula, nome artístico de Juliano Gonçalves Soares (Rubiataba, 1985) é um compositor brasileiro. É conhecido por ser um dos compositores mais relevantes do sertanejo e principal parceiro da cantora e compositora Marília Mendonça.

## Biografia
Nascido no interior de Goiás, Tchula começou a compor aos 20 anos de idade, sob influência sertaneja de sua família. Na época, trabalhava como operador de máquinas em uma usina de álcool do município. Em 2012, o compositor migrou para Goiânia para tentar a vida com suas composições.
Durante a década de 2010, Tchula ganhou notoriedade como compositor, sobretudo por sua parceria com a então compositora Marília Mendonça. Juntos, os dois escreveram mais de 200 músicas, que foram gravadas por duplas e artistas como Henrique e Juliano, Cristiano Araújo, Victor & Leo, Gal Costa, Wesley Safadão, Claudia Leitte, Zé Neto & Cristiano e Jorge & Mateus. Juliano também trabalhou com vários outros compositores, como Leo Chaves (da dupla Victor & Leo).
Quando Marília Mendonça se tornou cantora, várias de suas composições em parceria com Tchula se tornaram sucessos, como "Amante Não Tem Lar", "Sentimento Louco", "De Quem É a Culpa?" e "Troca de Calçada". Outras obras de Tchula sem participação de Marília também foram gravadas pela intérprete, como "Intenção". Até a morte de Marília, a dupla tinha 224 canções registradas no ECAD.